# NGC 7542
NGC 7542 este o galaxie situată în constelația Pegas. A fost descoperită în 5 octombrie 1864 de către Albert Marth.